# 飯倉神社
飯倉神社（いいくらじんじゃ）は鹿児島県南九州市川辺町宮にある神社。旧社格は県社。 

## 祭神
玉依姫命、大綿津見神、倉稲魂命を祀る。

## 由緒
度々の火災のため、記録の多くを焼失しているが、規模が極めて宏大で多数の崇敬者を擁する大社であったという諸記録がある。
創建年代は、川辺神社取調帳によれば和銅年間の創建とされ、当初は現在の鎮座地より南西に約2kmの所にある飯倉山に鎮座していたといわれている。寛元5年（1247年）に、加世田郷宮原村より一社、阿多郷宮崎村より一社を合祀して現在地に遷座されたという。
また一説には、当初開聞岳一帯に鎮座していたが、和銅年間に現在の川辺の地に遷座されたともいわれている。
かつては「飯倉新宮三社大明神」と称した川辺郷の総鎮守であった。明治4年（1871年）に「飯倉魂神社」と社名が変わり、昭和12年（1937年）に現在の社名に改称した。
昭和13年（1938年）に県社に列した。

## 主な行事
- 御田植え祭り （7月10日）

## 文化財
境内にある楠は樹齢1200年と推定され、日本で11番目の大きさであり、鹿児島県指定天然記念物。